# 그대 앞에 다시 서리라
그대 앞에 다시 서리라는 1981년 공개된 대한민국의 영화이다.

## 배역
- 우연정
- 신영일
- 박동룡
- 홍윤정

## 수상
- 1981년 제20회 대종상
  - 특별상 연기부문 - 우연정
- 1981년 제2회 한국영화평론가협회상
  - 여우주연상 - 우연정